# Berliet VSA
Unter der Typenbezeichnung Berliet VSA wurden vom französischen Kraftfahrzeughersteller Berliet in Lyon ab 1930 Fahrgestelle für leichte LKW und Kleinbusse gebaut.

## Technik und Geschichte
Der Berliet VSA erschien ab 1930 mit mehreren Motorvarianten, die durch unterschiedliche Nummerzusätze angedeutet waren. Diese Nummerzusätze deuteten die jeweiligen französischen Steuer-CV an.
1930 erschienen die Varianten Berliet VSA12, VSA16 und VSA19, letzterer blieb offenbar, obwohl für diese Variante die Chassisnummern 81501–81750 (250 Stück) reserviert wurden, ein Einzelstück, da er in der Produktionsstatistik (s. u.) nicht auftaucht.
Der Berliet VSAG mit Holzgasmotor und Nutzlast von 1,5 Tonnen aus dem Jahr 1931 blieb offenbar ebenfalls ein nicht in Serie gebautes Einzelstück, obwohl für diese Variante die Chassisnummern 81501–81750 (250 Stück) reserviert wurden: Er taucht in der Produktionsstatistik (s. u.)nicht auf.
Ab 1932 wurden stattdessen die Varianten VSAB 12 und VSAB16 gebaut, Omnibus-Varianten hießen ab jetzt VSAO. Rätsel gibt die Variante VSAB18 auf: Sie erscheint in der Produktionsstatistik, es gibt dazu aber kein Typenblatt, ebenso in der damaligen Zeit keinen mit 18 Steuer-CV einzustufenden Motor. Denkbar wäre, dass es sich um einen Lese- oder Tippfehler handelt und tatsächlich die Variante VSAB12 gemeint war: Diese hat zwar ein Typenblatt, es wurden auch die Chassisnummern 95751–96000 (250 Stück) reserviert, die Variante taucht indessen in der Produktionsstatistik nicht auf.
In ihren technischen Daten unterscheiden sich die Varianten nur durch den verwendeten Motor und die daraus resultierenden Gewichtsdifferenzen:
| Typ    | Betriebserl. | Motor | Zyl. | Bohrg. | Hub | Hubr. | /min | CV    | PS    | Chassis | max. | Bem.,  |
|        | Mon./Jahr    | Typ   | Zahl | mm     | mm  | cm³   | max  | fisc. | reell | kg      | kg   | Quelle |
| ------ | ------------ | ----- | ---- | ------ | --- | ----- | ---- | ----- | ----- | ------- | ---- | ------ |
| VSA12  | 1.1930       | MLX12 | 4    | 80     | 130 | 2614  | 2000 | 12    |       | 1615    |      | [ 5 ]  |
| VSA16  | 1.1930       | MLX16 | 4    | 90     | 130 | 3308  | 2000 | 16    |       | 1645    |      | [ 6 ]  |
| VSA19  | 1.1930       | MLC?  | 6    | 85     | 120 | 4086  | 2000 | 19    |       |         |      | [ 7 ]  |
| VSAG   | 9.1931       | MLKG  | 4    | 95     | 140 | 3969  | 2000 | 11    |       | 2600    |      | [ 8 ]  |
| VSAB12 | 4.1932       | MLX12 | 4    | 80     | 130 | 2614  | 2000 | 12    |       | 1600    | 4300 | [ 9 ]  |
| VSAB16 | 4.1932       | MLX16 | 4    | 90     | 130 | 3308  | 2000 | 16    |       | 1600    | 4300 | [ 10 ] |

### Stückzahlen
Es gab von den hier behandelten Typen folgende Stückzahlen:
| Typ    | 1930 | 1931 | 1932 | 1933 | 1934 | 1935 | Summe | Bemerkungen         |
| ------ | ---- | ---- | ---- | ---- | ---- | ---- | ----- | ------------------- |
| VSA12  | 223  | 85   | 40   | 0    | 0    | 0    | 348   |                     |
| VSA16  | 1334 | 378  | 271  | 0    | 0    | 0    | 1981  |                     |
| VSAB18 | 0    | 0    | 23   | 59   | 0    | 0    | 62    | tatsächlich VSAB12? |
| VSAB16 | 0    | 0    | 182  | 164  | 1    | 1    | 348   |                     |
| VSAO   | 0    | 0    | 30   | 35   | 0    | 0    | 65    |                     |
| Summe  | 1557 | 463  | 546  | 258  | 1    | 1    | 2784  |                     |

Die Omnibusse auf dem Fahrgestell des VSA12 und VSA16 sind bis 1932 nicht gesondert ausgeworfen. Neben den oben erwähnten Gründen sprechen folgende Tatsachen dafür, dass mit den als VSAB18 bezeichneten Fahrzeugen tatsächlich solche des Typs VSAB12 gemeint sind:
- VSAB18 sind in der Reihe über den VSAB16 aufgeführt[12], obwohl der Leser erwarten würde, dass die Varianten in aufsteigender Reihenfolge erwähnt werden, VSAB18 also unter VSAB16 stehen müsste.
- Ähnlich, wie erheblich weniger VSA12 als VSA16 gebaut wurden, wurden auch erheblich weniger „VSAB18“ als VSAB16 gebaut.

### Originalquellen
Eine Publikation, in der alle vor 1945 gebauten Berliet-Typen individuell abgehandelt wären, gibt es nicht. Neben der unten erwähnten Literatur wurde auf folgende in der Fondation Berliet verwahrte Originalunterlagen zurückgegriffen:
- "Fiches des Mines": Es handelt sich um die Unterlagen zur Erteilung einer allgemeinen Betriebserlaubnis, hierfür ist in Frankreich der "Inspecteur des mines" sachlich zuständig. Diese Unterlagen sind chronologisch geordnet und nummeriert. Nicht zu jedem Typ bzw. Variante gibt es entsprechende Unterlagen, teils, weil sie wohl als Untervarianten eines Typs verstanden wurden, für den eine gesonderte Erlaubnis nicht erforderlich war, teils wohl, weil diese Unterlagen im Laufe der letzten 100 Jahre verlorengegangen sind. Bei Militärtypen gibt es Hinweise, dass eine Betriebserlaubnis direkt durch militärische Dienststellen erfolgte, was entsprechende "fiches des mines" überflüssig machte. Die Quellenbezeichnung lautet: "Fiches No...."
- "Etat des véhicules utilitaires et autobus declares aux mines depuis 1920", eine 15-seitige Zusammenstellung vom 1. Dezember 1941, enthält insbesondere die reservierten Chassisnummernbänder, die jedoch vielfach nicht vollständig ausgeschöpft wurden, einige Typen bzw. Varianten werden nicht erwähnt, Quellenbezeichnung lautet: "Etat S..."
- "Nombre de véhicules construits de 1930 à 1942", siebenseitige Zusammenstellung der zwischen 1930 und 1942 gebauten Stückzahlen an Nutzfahrzeugen, erstellt wohl 1943, erste Seite teilweise irreparabel verderbt, teilweise werden mehrere Typen bzw. Varianten zusammengefasst, Quellenbezeichnung lautet: "Nombre S...."

### Sonstige Literatur
- Monique Chapelle: Berliet. 1. Auflage. EMCE, Saint-Chamond 2016, ISBN 978-2-35740-049-8.
- Jean François Colombet: Berliet 1945–1950, les artisans de la renommée, charhge utile hors-serie No.1. 1. Auflage. histoire&collections, Paris 1995.
- François Vauvillier: Tous les Berliet militaires 1914–1940, vol.1: les camions. histoire&collections, Paris 2019, ISBN 978-2-35250-496-2.